# Harry Hay
Henry "Harry" Hay, Jr.  (7 de abril de 1912 - 24 de outubro de 2002) foi um advogado, professor e um dos primeiros líderes do movimento americano dos direitos LGBT. Ficou conhecido por ajudar a fundar várias organizações de gays, incluindo a Sociedade Mattachine, o primeiro grande grupo defensor dos direitos dos gays nos Estados Unidos.
Hay foi influenciado na juventude pelos princípios do marxismo e pelo conceito de atração pelo mesmo sexo. Usando estas experiências, Harry Hay desenvolveu a sua tese de que os homossexuais são uma minoria cultural. Membro de longa data do Partido Comunista dos EUA, o passado marxista de Hay levou-o à demissão da liderança da Sociedade Mattachine em 1953. Depois disso, o envolvimento de Hay no movimento gay passou a ser mais informal, embora tenha ajudado a fundar a seção de Los Angeles da Frente de Libertação Gay, em 1969. Depois de se mudar para o Novo México com o seu companheiro John Burnside, em 1970, o interesse de Hay pela espiritualidade dos índios americanos levou o casal a fundar a Fadas Radicais ("Radical Faeries").
A crença de Hay na condição de minoria cultural dos homossexuais levou-o a tomar posição contra o assimilacionismo. Nesse contexto, apoiou publicamente grupos polémicos, como a Associação Norte Americana de Amor por Rapazes e criticou tanto a corrente principal do movimento gay, como alguns extremistas do movimento, incluindo o grupo ativista ACT UP.
Hay morreu em 24 de outubro de 2002, após uma série de doenças, incluindo de cancro de pulmão.

## Juventude
Hay nasceu no dia 7 de abril de 1912, filho de Margaret (sem solteira Neall ) e de Harry Hay Sénior na cidade costeira de Worthing, Sussex, Inglaterra. O seu pai era um engenheiro de minas que tinha trabalhado para Cecil Rhodes e para a família Guggenheim. Hay foi criado como católico, em deferência à família da sua mãe, que tinha colocado essa condição para permitir o seu casamento. Quando Harry Sr. estava a negociar o seu contrato com Guggenheim, Margaret deu à luz o seu segundo filho, Margaret Caroline (apelidada de "Peggy"), em fevereiro de 1914. A família de Hay mudou-se para Chuquicamata, no Chile, em 1914, onde seu pai obteve emprego como diretor da mina de cobre Anaconda. Em maio de 1916, nasceu no Chile o irmão, John William Hay (conhecido por "Jack"). Harry Sr. foi diretir da mina até que um acidente, em junho de 1916, lhe custou uma perna. A família mudou-se, então, para os Estados Unidos em 1919 e estabeleceu-se em Los Angeles, Califórnia, onde Harry Sr. comprou e explorou várias quintas de citrinos.  Hay tornou-se um ávido amante da natureza e das atividades ao ar livre.
Hay teve uma relação tensa com o seu pai e acreditava que ele, pelo menos inconscientemente, percebia que Hay era homossexual ou, pelo menos, "amaricado". Harry Sr. puniu tantas vezes o seu filho com o bofetadas nas orelhas que Hay sofreu perda de audição permanente. Num incidente que Hay relacionou posteriormente com a sua ausência de culpa acerca da sua sexualidade, Harry Sr. fez uma declaração sobre o Egito ao jantar que Hay, sabendo que ele estava errado, tentou corrigir. Harry Sr. ficou furioso e agrediu o seu filho com uma navalha numa tentativa inútil de conseguir que o rapaz se retratasse. Mais tarde, depois de confirmar que estava mesmo certo, Hay compreendeu "se o meu pai podia estar errado, então o meu professor pode estar errado.  Se o professor pode estar errado, então o padre pode estar errado.  E se o padre pode estar errado, então talvez mesmo Deus possa estar errado". A mãe de Hay, por outro lado, gostava muito dele e não fazia segredo sobre o facto de que ele era o seu favorito. Incentivou o seu interesse pela música, passando horas a tocar piano e a cantar com ele e pagando-lhe aulas de piano e de dança. Hay tornou-se um excelente pianista e organista e um dançarino de salão de calibre profissional. Quando o seu professor de dança sugeriu que ele se tornasse bailarino, Harry Sr. acabou com as aulas.
Em 1922, Hay aderiu a um clube de rapazes chamado Western Rangers. Nos Rangers, Hay entrou em contato pela primeira vez com a espiritualidade dos índios americanos quando observou os membros da tribo Hopi em rituais e, mais tarde, em danças tradicionais.
Em 1923, aos 11 anos, Hay apercebeu-se primeira vez que não era o único que tinha sentimentos de atração por outros rapazes, quando descobriu uma cópia do livro de Edward Carpenter The Intermediate Sex . Lendo envergonhadamente um volume da obra numa biblioteca pública, Hay encontrou pela primeira vez a palavra homossexual.  Tentou consultar o seu significado num dicionário, mas a palavra não estava listada. Mesmo assim, instintivamente, percebeu que a palavra se aplicava a ele e o volume descrevia várias pessoas que partilhavam os seus sentimentos. "Logo que vi aquilo, soube que era sobre mim", disse Hay. "Então eu não era o único da espécie no mundo inteiro e nós não éramos necessariamente excêntricos ou pervertidos... o livro... até indicava os nomes de alguns que acreditavam na camaradagem masculina e em serem tudo um para o outro. Talvez, um dia, eu possa... encontrar outro como eu".
Hay passou os verões da sua adolescência a trabalhar em ranchos de gado, onde ouviu falar da ideologia do marxismo aos seus colegas do rancho que eram membros dos Industrial Workers of the World ("Wobblies"). Ensinaram-lhe a filosofia marxista e deram-lhe livros e panfletos escritos por Karl Marx. Também soube que havia homens que tinha sexo com outros homens,  pelas histórias desses mesmos colegas, que lhe contaram da violência que sofreram alguns mineiros que tentaram tocar outros homens com quem partilhavam dormitórios.
Em 1925, Hay esteve numa celebração a convite de um índio americano, seu colega de trabalho, onde conheceu o profeta do Espírito da Dança, Wovoka. Wovoka abençoou Hay, dizendo que Hay um dia seria um grande amigo dos povos índios nativos da América.  Em 1926, Hay conheceu e teve relações sexuais com um marinheiro chamado Matt. Com Matt, dez anos mais velho, aprendeu que os homens homossexuais faziam parte de uma "irmandade secreta" mundial. Hay viria a desenvolver essa ideia, inspirado pela definição estalinista de identidade nacional, para defender que os homossexuais eram uma "minoria cultural". 

### Universidade, teatro e política
Hay estudou na Los Angeles High School até 1929 e depois empregou-se num escritório de advocacia. Por esta altura, descobriu a zona de engate de Pershing Square, onde conheceu um homem que lhe falou da Society for Human Rights, um grupo de defesa dos direitos dos homossexuais que tinha tido uma breve existência em Chicago, na década de 1920  (embora Hay, mais tarde, negado ter tido conhecimento de ativismo LGBT anterior  ). Em 1930, Hay matriculou-se na Universidade de Stanford, e em 1931 ele confessou a amigos e colegas que era "temperamental" (a palavra código que era então usada significando "homossexual" ). Uma infecção sinusal grave levou Hay a abandonar a faculdade em 1932, a que nunca mais regressou por dificuldades financeiras.
Quando se mudou para São Francisco, Hay rapidamente se inseriu nos círculos teatrais e artísticos da cidade. Mudou-se novamente, para Hollywood, onde conseguiu trabalho como duplo em filmes de categoria B. Incapaz de garantir um emprego estável no cinema, Hay juntou-se a um grupo de teatro agitprop que animava greves e manifestações. Muitos dos seus colegas do grupo de teatro eram membros do Partido Comunista e Hay ingressou no Partido em 1934. A partir do momento que entrou para o Partido, até o deixar no início dos anos 1950, Hay ministrou cursos sobre diversos temas, como a teoria marxista e à música popular no "Centro de Educação Popular" em Hollywood e mais tarde em toda a área de Los Angeles.
Ainda em 1934, Hay juntou-se ao elenco do Teatro Tony Pastor. Lá conheceu e tornou-se amante do ator Will Geer companheiro, que Hay designou como seu mentor político. Hay e Geer participaram numa greve de leiteiros em Los Angeles, onde Hay foi exposto pela primeira vez ao ativismo gay radical na pessoa de "Clarabelle", uma drag queen que reinava no bairro Bunker Hill, que escondeu Hay da polícia. Mais tarde nesse ano, Hay e Geer atuaram em apoio da Greve Geral de San Francisco. Hay testemunhou os disparos da polícia contra os manifestantes o que cimentou o seu compromisso com a luta para a mudança social.
Hay, juntamente com Roger Barlow e LeRoy Robbins, realizou uma curta-metragem Even As You and I (1937) em que participavam como atores Hay, Barlow e o cineasta Hy Hirsh.
Hay começou a fazer psicanálise junguiana em 1937. Foi, disse mais tarde, "enganado" pelo seu psiquiatra, que sugeriu que Hay procurasse uma "menina arrapazada". Em 1938, Hay confidenciou aos seus companheiros de partido que era homossexual. Tal como o terapeuta, eles encorajaram-no a não seguir os seus sentimentos e sugeriram-lhe que se casasse. O que ele fez, nesse mesmo ano, casando com a membro do Partido, Anna Platky. O casal adotou duas filhas, Hannah Margaret, em 1943, e Kate Neall, em 1945. Hay percebeu em 1941 que o seu terapeuta estava errado e que ele não iria nunca tornar-se heterossexual através do casamento. Continuou a ter relações com homens durante todo o seu casamento e o casal acabou por divorciar-se em 1951.

## Mattachine Society
Hay concebeu a ideia de um grupo ativista homossexual em 1948. Depois de assinar uma petição a favor do candidato presidencial do Partido Progressista, Henry A. Wallace, Hay discutiu com outros gays, numa festa, a formação de uma organização de apoio gay, que ele chamava "Bachelors for Wallace" ("Solteiros apoiam Wallace"). Encorajado pela resposta que obteve, Hay escreveu os princípios organizadores da organização nessa mesma noite, um documento a que ele se referiu como "The Call" ("O Chamamento"). No entanto, os homens que se tinham mostrado interessados na festa estavam menos entusiasmados na manhã seguinte. No decurso dos dois anos seguintes, Hay refinou a sua ideia, acabando por arquitetar uma "ordem internacional ... fraterna" para servir como "uma organização de serviço e apoio dedicada à protecção e desenvolvimento da Minoria Andrógina da Sociedade. Planeava denominar esta organização como "Bachelors Anonymous" ("Solteiros Anónimos") e imaginou que teria uma função e objetivo similar ao dos Alcoólicos Anónimos. Hay conheceu Rudi Gernreich em julho de 1950. Os dois tornaram-se amantes  e Hay mostrou a Gernreich o seu documento "The Call". Gernreich, declarando que o documento era "a coisa mais perigosa que já tinha lido", tornou-se um apoiante financeiro entusiasta da iniciativa, embora nunca quisesse ter o seu nome associado  (era referido pela inicial do seu nome, "R"). Finalmente, em 11 de novembro de 1950, Hay. Gernreich, o seu amigo Dale Jennings e os seus amantes Bob Hull e Chuck Rowland, realizaram a primeira reunião da Sociedade Mattachine em Los Angeles, usando o nome de "Society of Fools" ("Sociedade dos Loucos"). O grupo mudou de nome para "Sociedade Mattachine" em abril de 1951, um nome escolhido pelo Hay por sugestão de James Gruber, em referência às sociedades secretas medievais francesas de homens mascarados que, por serem anónimas, podiam criticar os monarcas reinantes com impunidade.
À medida que ficava mais envolvido no seu trabalho da Sociedade Mattachine, Hay começou a ficar mais preocupado que a sua homossexualidade pudesse afetar negativamente o Partido Comunista, que não permitia que os gays fossem seus membros. Hay aproximou-se então dos líderes do partido e recomendou sua própria expulsão. O partido recusou-se a expulsar Hay como homossexual, expulsando-o em vez disso como um "risco de segurança" e declarando, ao mesmo tempo, que ele era um "Amigo Eterno do Povo".
A Sociedade Mattachine tinha originalmente a mesma estrutura organizativa do Partido Comunista, com células, juramentos de sigilo e cinco níveis diferentes de associação, cada um dos quais exigia maiores níveis de envolvimento e compromisso. À medida que a organização crescia, os níveis deveriam subdividir-se em novas células, criando o potencial para crescimento tanto horizontal como vertical. Os membros fundadores constituíram a chamada "Quinta Ordem" e, desde o início, mantiveram-se no anonimato. A filiação na Sociedade Mattachine cresceu lentamente no início, mas recebeu um grande impulso em fevereiro de 1952, quando o fundador Jennings foi preso num parque de Los Angeles e acusado de comportamento indecente. Frequentemente, os homens na situação de Jennings, declaravam-se simplesmente culpados das acusações na esperança de poder reconstruir as suas vidas. Jennings e os seus camaradas da Quinta Ordem viram as acusações como um meio que permitia chamar a atenção da questão das ciladas da polícia aos homossexuais. O grupo começou a divulgar o caso usando o nome "Citizens Committee to Outlaw Entrapment" ("Comité de Cidadãos Para Ilegalizar as Ciladas da Polícia") e a publicidade que conseguiram trouxe apoio financeiro e voluntários. Jennings admitiu durante o seu julgamento que era um homossexual, mas insistiu que não era culpado da acusação específica. O júri não conseguiu chegar a uma decisão (11 contra 1 a favor da absolvição) e a Sociedade Mattachine declarou vitória.
Após o julgamento de Jennings, o grupo expandiu-se rapidamente, com os fundadores a estimarem uma adesão na Califórnia, em maio de 1953, de mais de 2.000 pessoas, registando-se normalmente mais de 100 participantes nas reuniões de discussão da sociedade. A composição diversificou-se, com o envolvimento de mais mulheres e outras pessoas de um espetro político mais vasto. Com este crescimento veio a preocupação sobre o caráter de esquerda radical da organização. Em particular, Hal Call e outros de fora de São Francisco, juntamente com Ken Burns, de Los Angeles, queriam que a Sociedade Mattachine alterasse os seus estatutos para esclarecer a sua oposição aos chamados "elementos subversivos" e para afirmar que os membros eram leais aos Estados Unidos e às suas leis (leis que, no entanto, consideravam a homossexualidade ilegal). Num esforço para preservar a sua visão da organização, os membros da Quinta Ordem revelaram as suas identidades e renunciaram às suas posições de liderança na convenção da Sociedade Mattachine de maio de 1953. Com a partida dos fundadores, Call, Burns e outros com o mesmo tipo de ideias, ocuparam o vazio de liderança e a Sociedade Mattachine adotou oficialmente a não-confrontação como política organizacional. A eficácia reduzida desta nova Mattachine levou a uma queda vertiginosa no número de membros e na participação em iniciativas. O ramo de Los Angeles da Sociedade Mattachine encerrou em 1961.

## Depois da Mattachine
Depois do seu envolvimento na Sociedade Mattachine, Hay ficou muito desiludido com a cena política homossexual e retirou-se. Hay tinha-se envolvido com um jovem imigrante dinamarquês chamado Jorn Kamgren em 1952, vários meses antes de cortar os laços com a Mattachine. Kamgren era um chapeleiro. Hay ajudou-o a estabelecer uma loja de chapéus, tentando usar os seus contatos nas indústrias da moda e do entretenimento para mostrar o trabalho de Kamgren, mas teve apenas êxito moderado. O período em que Hay esteve com Kamgren não foi particularmente feliz, embora a mãe de Margaret Hay gostasse de Kamgren e encorajasse Hay a permanecer com ele (chegando ao ponto de investir cerca de $25.000 no negócio de chapéus). Hay gastou muito de seu tempo a estudar a sociedade e a cultura dos índios americanos, em particular os Dois Espíritos ou berdache  e os seus papéis nas sociedades nativas. Os estudos Hay nesta área levaram-no até outras áreas de pesquisa histórica, e a procurar indícios da existência de homossexuais e dos papéis sociais e culturais que eles tinham.
Em 1955, Hay foi chamado a depor perante uma subcomissão da Comissão de Atividades Anti-Americanas, que estava a investigar a atividade comunista no sul da Califórnia. Hay tinha sido identificada perante a subcomissão, que estava particularmente interessado nos divulgadores das teorias marxistas como Hay, como um comunista. Hay lutou para conseguir arranjar advogado, pensou que podia perder o emprego e temia que a sua sexualidade fosse usada para difamar o Partido. Em última análise, a sua comparência perante a subcomissão, em 2 de julho daquele ano, foi breve; perguntaram-lhe se era atualmente membro do Partido, ao que ele pode responder com toda a verdade que "não". Um membro da subcomissão, furioso, perguntou-lhe quando tinha deixado o partido, ao que Hay respondeu que não "confiava em negaças nem nos seus colegas desta comissão". No meio a gargalhadas da plateia, Hay foi dispensado.
Hay manteve algum contato com ativistas, incluindo Jim Kepner da ONE, Inc. e continuou os seus contatos sociais na comunidade homossexual através dos eventos da ONE. Ao fim de 11 anos com Kamgren, Hay saiu de casa e terminou o relacionamento. Hay e Kepner tiveram um breve romance em 1963 e foi então que Hay conheceu o inventor John Burnside num evento da ONE, que se tornou seu parceiro para o resto da vida. Juntos, criaram um grupo chamado "Circle of Loving Friends" ("Círculo de Amigos Queridos"), embora Hay e Burnside fossem frequentemente os únicos membros do grupo. Em representação do Círculo participaram nas primeiras manifestações de homossexuais ao longo da década de 1960 e ajudaram a estabelecer a Conferência Norte-americana de Organizações de Homossexuais (NACHO), em 1966. Depois dos motins de Stonewall, o casal ajudou a organizar uma seção da Frente de Libertação Gay em Los Angeles e Hay foi eleito seu primeiro presidente.

## Fadas radicais
Em 1970, Hay e Burnside mudaram-se para Santa Fé, Novo México, onde se envolveram no ativismo pelos direitos de água para o Rio Grande. Também se envolveram com um grupo local de direitos LGBT, os Lambdas do Novo México. Hay continuou os seus estudos sobre cultura índia americana. Em conjunto com o ativista de Los Angeles, Don Kilhefner e o terapeuta junguiano Mitch Walker, Hay co-organizou um workshop sobre o este tema na Universidade da Califórnia, Los Angeles, em 1978. A partir desse workshop, os três colaboraram durante meses para organizar uma "Conferência Espiritual para Fadas Radicais"("Radical Faeries"). Esta conferência, realizada no fim de semana do Dia do Trabalhor em Benson, Arizona, atraiu mais de 200 participantes e levou os três, juntamente com Burnside, a formar a organização Fadas Radicais ("Radical Faeries").
No entanto, menos de um ano após a formação das Fadas, as pressões internas ameaçavam já fraturar o grupo. Walker, secretamente, formou a "Polícia das Fadas Fascistas" para combater o "fascismo das Fadas" e a "ânsia de poder" dentro das Fadas. Estava a atacar especificamente Hay: "Recrutei pessoas para espiar Harry e para o observar a manipular outros, para podermos enfrentar a sua política de enfraquecimento da cena". Numa reunião no Oregon, projetada para discutir a aquisição de terras para um santuário de Fadas, um recém-chegado ao grupo, treinado por Walker, confrontou Harry sobre a dinâmica de poder dentro do círculo central. No conflito que se seguiu, o círculo central desintegrou-se. Os planos para o santuário foram por água abaixo e formou-se um círculo separado. O círculo central fez uma tentativa de conciliação, mas numa reunião que veio a ser conhecido como "Domingo Sangrento", Kilhefner saiu, acusando Hay e Burnside de "ânsia de poder". Walker tembém renunciou, chamando a Hay um "cancro do movimento gay" (uma observação que Walker mais tarde negou ter feito). Walker e Kilhefner formaram um novo grupo espiritual gay chamado Treeroots.

## Anti-assimilação
Tal como ao longo da sua vida de militância, Hay continuou a opor-se ao que ele julgava serem as atitudes nocivas assimilacionistas dentro da comunidade gay. "Tivemos que nos cobrir com a horrível pele de sapo verde da conformidade heterossexual para conseguirmos passar pelos anos de escola com os nossos dentes intactos", Hay explicou certa vez. "Sabemos como querem que nós nos comportemos. Podemos alinhar nos seus jogos, mas estaremos a renegar-nos a nós mesmos fazendo isso? Se continuares com a pele de conformidade vestida, estarás a inibir o belo príncipe ou princesa que há dentro de ti". Tendo enraizado a sua filosofia política, desde a fundação da Mattachine, na crença de que os homossexuais constituíam uma minoria cultural, Hay não queria que se abandonassem os atributos únicos dessa minoria em favor da adopção dos traços culturais da maioria só para facilitar a aceitação social. Tendo testemunhado o afastamento da Sociedade Mattachine dos seus princípios fundadores marxistas e ativistas e tendo visto a comunidade gay marginalizar as drag queens e os entusiastas de cabedal ao longo da primeira década do movimento gay pós-Stonewall, Hay opunha-se ao que ele acreditava serem os esforços para afastar outros grupos para as margens à medida que movimento gay progredia.
No início de 1980, Hay juntou-se a outros ativistas pioneiros dos direitos dos homossexuais que protestavam contra a exclusão da North American Boy Love Association (NAMBLA, "Sociedade Norte Americana do Amor por Rapazes") da participação nos movimentos sociais LGBT, em particular das paradas de orgulho gay, argumentando que tais exclusões constituíam uma traição por parte da comunidade gay. Em 1983, num forum da Universidade de Nova Iorque, patrocinado por uma organização gay do campus, afirmou: "Se os pais e amigos dos gays são realmente amigos de gays, então saberiam pelos seus filhos gays que a relação com um homem mais velho é precisamente o que os rapazes de treze, catorze e quinze anos precisam, mais do que qualquer outra coisa no mundo". Em 1986, Hay foi confrontado pela polícia quando tentou marchar na parada do orgulho gay de  Los Angeles, da qual a NAMBLA tinha sido excluída, com um cartaz dizendo "A NAMBLA caminha comigo". Hay recusou-se a participar na parada gay oficial de 1994 em Nova Iorque, comemorando o 25 º aniversário dos motins de Stonewall, por causa das suas políticas de exclusão. Em vez disso, juntou-se a um desfile alternativo chamado "O Espírito de Stonewall".
A oposição de Hay à assimilação estendeu-se a grupos como o ACT UP. Hay acreditava que as táticas de confronto favorecidas pelo grupo ativista da SIDA estavam enraizadas no machismo típico dos homens heterossexuais. Ao adotar essas táticas e atitudes, a ACT UP estava a reduzir espaço para a diversidade dos papéis de género disponível para os homens gays, com o gentil e o efeminado a serem descartados. Até pelo menos ao ano 2000, Hay continuou a falar contra a assimilação, dizendo: "O movimento assimilacionista está a esmagar-nos contra o chão".

## Morte e legado

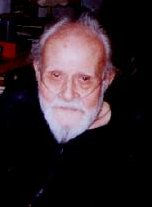
Harry Hay em Setembro de 2000

Hay e Burnside voltaram para São Francisco em 1999, após concluirem que os problemas de saúde graves de Hay, incluindo pneumonia e cancro do pulmão, não estava a ser tratados adequadamente em Los Angeles. Hay foi o grande marechal da parada do orgulho gay de São Francisco nesse mesmo ano. No dia 24 de outubro de 2002, aos 90 anos, Hay morreu de cancro de pulmão enquanto estava internado no hospital.
Hay foi tema do filme documentário de Eric Slade Hope Along the Wind: The Life of Harry Hay  (2002). Também figurou noutros documentários, como o Word Is Out  (1978), em que apareceu com o seu parceiro Burnside. Em 1967, Hay e Burnside tinham aparecido como um casal no programa de televisão de Joe Pyne.
Hay, em conjunto com Gernreich, é um dos personagens principais da peça de teatro The Temperamentals  por Jon Marans com Thomas Jay Ryan no papel de Hay e Michael Urie como Gernreich; depois de algumas representações prévias, em 2009, a peça estreou off Broadway em 2010.
Em 1 de junho de 2011, o Conselho de Bairro de Silver Lake, Los Angeles votou por unanimidade pela mudança de nome da Cove Stairway Avenue, em Silver Lake, em honra de Hay.